# فاكهة الخلفاء ومفاكهة الظرفاء
فاكهة الخلفاء و مفاكهة الظرفاء أو رِسَالَةُ مَرزبان (بالفارسية: مرزبان‌نامه) هو كتاب باللغة الطبرية من القرن الرابع الهجري، كتبه مرزبان بن رستم الفريمي. لا توجد نسخة من اللغة الأصلية للكتاب رِسَالَةُ مَرزبان. هناك ترجمات إلى الفارسية والتركية والعربية. ترجم شهاب الدين ابن عربشاه هذا الكتاب إلى اللغة العربية وأطلق عليه اسم فاكهة الخلفاء ومفاكهة الظرفاء.

## روابط خارجية
- Traduction arabe du Marzban-numa de Saad al-Din al-Varavini, par Shihab al-Din Ahmad ibn Mohammad ibn Arabshah.